# Cottus petiti
Cottus petiti é uma espécie de peixe da família Cottidae.
É endémica de França.
Os seus habitats naturais são: rios e nascentes de água doce.
Está ameaçada por perda de habitat.